# Tesis Fagalde
La llamada Tesis Fagalde, conocida también como Interpretación Fagalde, y en el ámbito estricto del Beagle, Tesis de la costa seca o Teoría de la línea de la costa seca, refiere a una teoría del tipo «costa seca» esgrimida a comienzos del siglo XX, por la cual se postulaba que, interpretando literalmente la letra del Tratado entre Argentina y Chile del año 1881, este dejaba a la Argentina sin soberanía sobre las aguas del canal Beagle, el cual quedaba por entero bajo soberanía de Chile. Si bien no es realmente una tesis, sino una interpretación literal de un tratado internacional principal, en su nombre más difundido se la conoce como «tesis», junto con el apellido de quien fuera el primero[cita requerida] en formular esta exégesis, el periodista chileno Arturo Fagalde.
Chile hizo base en esta teoría para sustentar sus posiciones de máxima en la región, llevando su cumplimiento, si bien de manera variable, hasta el punto inmediatamente anterior a un posible conflicto bélico. Al rubricar ambos países un acuerdo para que mediante un arbitraje un tribunal dirima la disputa de soberanía en la región del Beagle, la Argentina también aceptó, a riesgo de quedar su puerto de Ushuaia inserto totalmente en aguas ajenas, que en dicho arbitraje Chile pueda proponer a considerar a los jueces la validez de dicha teoría, y eventualmente obtener de estos el respaldo de iure de la misma. Finalmente, en el año 1977 la sentencia de un Tribunal Arbitral desestimó dicha interpretación, otorgándole a la Argentina las aguas e islas situadas al norte de la parte media del canal Beagle.

## Historia

### Antecedentes
En el año 1881 la Argentina y Chile habían firmado un tratado limítrofe que intentó poner fin a un largo pleito fronterizo.
La base de esta teoría interpretativa reside en el artículo 3 de dicho tratado, el cual dice:

Artículo 3.º. «En la Tierra del Fuego se trazará una línea que, partiendo del punto denominado Cabo del Espíritu Santo en la latitud cincuenta y dos grados cuarenta minutos, se prolongará hacia el Sur, coincidiendo con el meridiano occidental de Greenwich, sesenta y ocho grados treinta y cuatro minutos hasta tocar en el Canal Beagle. La Tierra del Fuego dividida de esta manera será Chilena en la parte occidental y Argentina en la parte oriental. En cuanto a las islas, pertenecerán a la República Argentina la isla de los Estados los islotes próximamente inmediatos a ésta y las demás islas que haya sobre el Atlántico al Oriente de la Tierra del Fuego y costas orientales de la Patagonia; y pertenecerán a Chile todas las islas al Sur del Canal Beagle hasta el Cabo de Hornos y las que haya al Occidente de la Tierra del Fuego.»

### Teorías interpretativas
Teorías de la Argentina
Pocos años después daría comienzo la disputa conocida como Conflicto del Beagle. 
La Argentina desarrolló varias teorías interpretativas del tratado de 1881, mediante las cuales postulaba que dicho tratado le había adjudicado bajo su soberanía numerosas islas orientales. Se basaba en distintos nacimientos por el oriente del canal Beagle. Las mismas fueron reforzadas tiempo después con la del principio bioceánico, para reafirmar sus derechos sobre las mismas, y sobre las enormes superficies marítimas que de ellas se proyectaban. 
La tesis Fagalde
Como contraparte, en Chile algunas interpretaciones del mismo texto del Tratado llegaban a la conclusión que el acuerdo limítrofe determinaba que el límite binacional terminaba en la costa austral de la isla Grande de Tierra del Fuego, y la totalidad de las aguas del canal Beagle, junto con todas sus islas, serían chilenas. Si este fuera el caso, la Argentina tendría una costa seca, es decir tendría costa, pero no acceso al mar. 
Entre quienes sostuvieron esa tesis destaca quien la esbozaría originalmente en 1905, el periodista Arturo Fagalde.
Cuatro años antes, en 1901 ya la presentaba en un mapa de un libro de su autoría, en donde promueve a los chilenos a colonizar con fundos ganaderos, entre otras islas australes, a la isla Gable (claramente del lado norte del canal Beagle). 
Meses después de que Fagalde la propusiera formalmente, el 19 de febrero de 1906 el joven abogado internacionalista chileno Alejandro Álvarez le recomendó a la cancillería de Chile que, dada las ventajas que ofrecía para los intereses de la nación, dicha interpretación sea la bisectriz que marque la posición oficial del país frente al litigio austral.

«Y no se diga que hay anomalía en la doctrina que consagra el dominio de Chile sobre el Canal Beagle por la circunstancia de encontrarse deslindante a dos países, puesto que , según los principios generales del Derecho Internacional, cuando dos Estados delimitan en esa forma, el canal debe ser común; pues esta regla no tiene aplicación cuando, como en el presente caso, existe convención expresa sobre el particular, o uno de dichos Estados tiene a su favor la posesión inmemorial.»

Posteriormente el profesor en derecho internacional de la Universidad de Chile Juan Guillermo Guerra, en su obra de 1917, la considera perfectamente sostenible por ser esta idea la expresión literal del tratado.
Durante la primera mitad del siglo XX también desarrolló la Teoría de la línea de la costa seca el estudioso Jaime Eyzaguirre, quien la explicaba con estas palabras:

«Luego la línea no se introduce en el canal, no lo comprende, queda fuera de él, sólo lo toca en su borde superior. El canal resulta así entero de Chile. Si el Tratado hubiera dicho que la línea llegaba hasta el medio o centro o hasta el eje del canal, se habría entendido que la mitad Norte del mismo correspondería a Argentina y la mitad Sur a Chile. Pero habría que torcer los términos claros del acuerdo para llegar a esta conclusión.»

Jaime Fuentealba, en su libro “Aspectos jurídicos de la cuestión del canal Beagle” es aún más detallado en su explicación: 

«De acuerdo con un principio de hermenéutica de Tratados, en el estudio de sus expresiones ha de atenerse primordialmente a su acepción corriente, a su sentido natural y obvio. Veamos entonces, cuál es el sentido natural de la expresión "hasta tocar". El diccionario de la lengua nos dice que "tocar" significa llegar a una cosa con la mano sin asirla, tropezar ligeramente una cosa con otra, acercar una cosa a otra de modo que no quede entre ellas distancia alguna.»

En el año 1969, el contralmirante Rafael Santibáñez Escobar publica una obra que profundiza intensamente sobre esta interpretación. Entre la variada argumentación que presenta, explica que: 

«En cuanto al artículo 3.º, aceptar que la soberanía argentina va más allá de la costa Norte del canal Beagle, sería dejar una zona, el canal y sus islas, también sin delimitar. Las aguas y las islas dentro del canal, en la parte donde concurren las dos soberanías, habrían quedado sin repartir en espera del trazado de una línea de frontera, que el Tratado no menciona. Si la intención de los negociadores hubiera sido trazar el límite a medio canal no sólo lo hubieran expresado así, sino que se habrían visto obligados a adjudicar a uno y otro país las islas que existen dentro de él, lo que no se hizo porque su pensamiento fue otro. De aquí que en esa época se expresara que en el Beagle “no había línea demarcadora que trazar”; y no la había, porque el canal, sus aguas y sus islas eran de un solo dueño: Chile.»

Ejemplos sudamericanos de invocaciones a la costa seca
Si bien no es la manera tradicional de definir límites de cuerpos acuáticos en donde concurren dos soberanías, en todo el mundo hay variados antecedentes de fronteras definidas de esta forma, y aún son mayores las tesis de tipo costa seca que se han propuesto o interpretado como pactadas en escenarios de hipótesis de máxima por una de las partes litigantes. Ejemplos en Sudamérica se encuentran en el Tratado de límites de 1851 firmado entre Brasil y el Uruguay, mediante el cual se estableció la exclusiva navegación y derechos de Brasil de la laguna Merín y el río Yaguarón; para ambos cuerpos acuáticos se impuso el criterio de la Costa Seca en contra del Uruguay. El 30 de octubre de 1909 se firmó el Tratado de la Laguna Merín, por el cual Brasil cedió a Uruguay la navegación libre en dicha laguna y en el Yaguarón y, además la plena soberanía sobre la mitad de esas aguas, divididas por el criterio de la línea media, del talweg o una línea convencional quebrada según los casos.
La misma Argentina la propuso en 1906 bajo el nombre de “doctrina Zeballos”, una tesis presentada durante la presidencia de José Figueroa Alcorta por su canciller Estanislao Severo Zeballos, pero compartida también por el ministro de Marina, el contralmirante Betbeder. Fue creada con el objetivo de dirimir la disputa sobre la isla Martín García y otras islas y aguas en el Río de la Plata y el río Uruguay. Según Zeballos, la soberanía uruguaya terminaba en la misma orilla de ambos ríos, al no habérsele asignado parte de los mismos al establecerse los límites que tendría el Uruguay independiente, en el tratado firmado por los representantes de la propia Argentina y del Imperio del Brasil. Por lo tanto, la totalidad de las aguas del Plata y del río Uruguay, junto con todas sus islas, siempre según esta interpretación, serían argentinas. Cuando en 1909 el mismo Brasil ajustó motu proprio los límites en la laguna Merín y el río Yaguarón, la Argentina abandonó el planteo propuesto en la “doctrina Zeballos”, pasando a reclamar un límite que corriese por el thalweg. Finalmente, la frontera fluvial entre ambos países fue terminada de definir con la firma del tratado argentino-uruguayo de 1973. En las negociaciones para arribar a ese acuerdo, la Argentina mantuvo, al igual que lo venía haciendo por más de 60 años, la posición de desestimar totalmente la “doctrina Zeballos” en sus exigencias de máxima. 
Modernamente fue propuesta, por el jurista dr. Pedro José Lara Peña, la «Tesis de Condicionamiento Judicial del título emanado del Laudo Español», abreviadamente denominada «Tesis de Costa Seca». En la misma se busca definir un conflicto de soberanía entre Colombia y Venezuela a favor de esta última en lo que respecta a las aguas del golfo de Venezuela.

### La Tesis Fagalde llevada a la acción

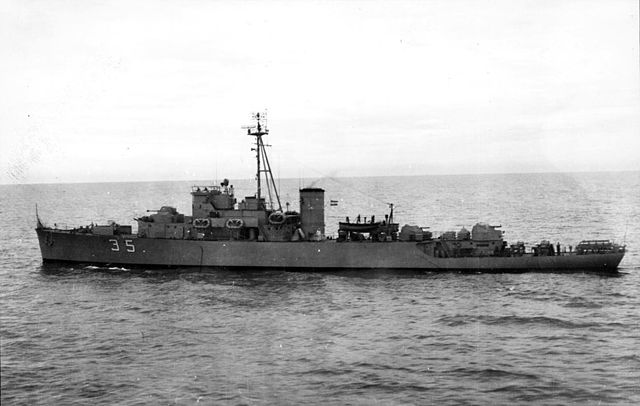
La fragata antisubmarina de la Armada Argentina Azopardo fue protagonista de incidentes en la puesta en práctica de la tesis Fagalde.

Esta tesis había quedado sólo como una simple teoría, pero en el año 1958, a raíz del incidente del islote Snipe, Chile la comienza a oficializar. A partir del año 1964 en algunas ocasiones Chile intentó llevar de la teoría a la práctica la tesis Fagalde.
El primer incidente ocurrió en junio de 1967 con el buque mercante “SS Hardwick Grange”, el cual es multado por las autoridades de Punta Arenas por haber navegado sin práctico chileno las aguas del Beagle oriental.
El segundo incidente ocurrió en agosto del mismo año con el buque frigorífico de bandera panameña «Ballenita», el cual en navegación desde el Atlántico y hacia el puerto de Ushuaia, fue abordado por un práctico chileno quien le notificó que debía tomar el timón durante el recorrido por el Beagle hasta dicho puerto. Como las autoridades argentinas se lo impidieron, y el capitán permitió que se coloque en su lugar un práctico argentino, el armador fue severamente sancionado en Valparaíso con una multa de 4 millones de pesos chilenos por no acatar las disposiciones de practicaje para entrar en aguas interiores chilenas (el canal todo). 
Si estos incidentes ya habían causado alarma, la misma aumentó notablemente cuando las acciones de la escuadra chilena se dirigieron también sobre los barcos pesqueros argentinos del Beagle. El primero de este tipo de incidente ocurrió el 18 de agosto de dicho año. Estando la pequeña goleta pesquera argentina «Cruz del Sur» en plena faena en aguas de la mitad norte del canal, a 400 m de la isla Gable (hoy bajo soberanía argentina), fue abordada por la patrullera escampavía Marinero Fuentealba, de la Armada de Chile (con armamento compuesto por 2 ametralladoras de 12,7 mm y una de 20 mm); se le confiscaron los elementos de pesca así como las capturas de peces y centollas, y se la intimó a no volver a pescar en aguas chilenas. La «Cruz del Sur» puso rumbo al puerto de Ushuaia, donde narró lo sucedido a las autoridades navales. Allí estaban apostadas la fragata antisubmarina Azopardo y el buque hidrográfico Chiriguano, las que acompañaron al barco pesquero nuevamente a la zona en que estaba en captura. Al llegar, nuevamente la Fuentealba intentó abordar al pesquero, pero el Chiriguano se interpuso, por lo que el barco chileno hizo un rodeo para quedar próximo a la goleta. De esta manera se produjo una curiosa escena, de un lado la Fuentealba, del otro el Chiriguano y la Azopardo, las tres embarcaciones con todo su armamento desplegado apuntando al “enemigo” y en expectativa, prestos para entrar en combate frente a un movimiento ofensivo de la contraparte. En el medio de las tres, el modesto «Cruz del Sur» intentando pescar…
Puesto en aviso, se preparó el Regimiento de Infantería n.º 10 "Pudeto" de la V División del Ejército de Chile en guarnición en la ciudad de Punta Arenas. Pero el gobierno argentino movilizó hacia el sur una escuadra de sus aviones de guerra, los que esa misma noche estaban en Ushuaia y Río Grande. Esto parece haber facilitado el desenlace del conflicto. Luego de reunirse a discutir la situación esa noche, los tres comandantes en jefe de las fuerzas armadas de Chile dieron instrucciones a la base naval de Puerto Williams. A la mañana siguiente, desde su muelle partió una lancha hacia la cercana zona donde estaban los barcos de guerra; luego de subir a la Fuentealba y dar instrucciones, pidió permiso para abordar la Azopardo; en ella se procedió a la devolución de las artes de pesca y las capturas incautadas, con lo cual se puso fin al incidente.

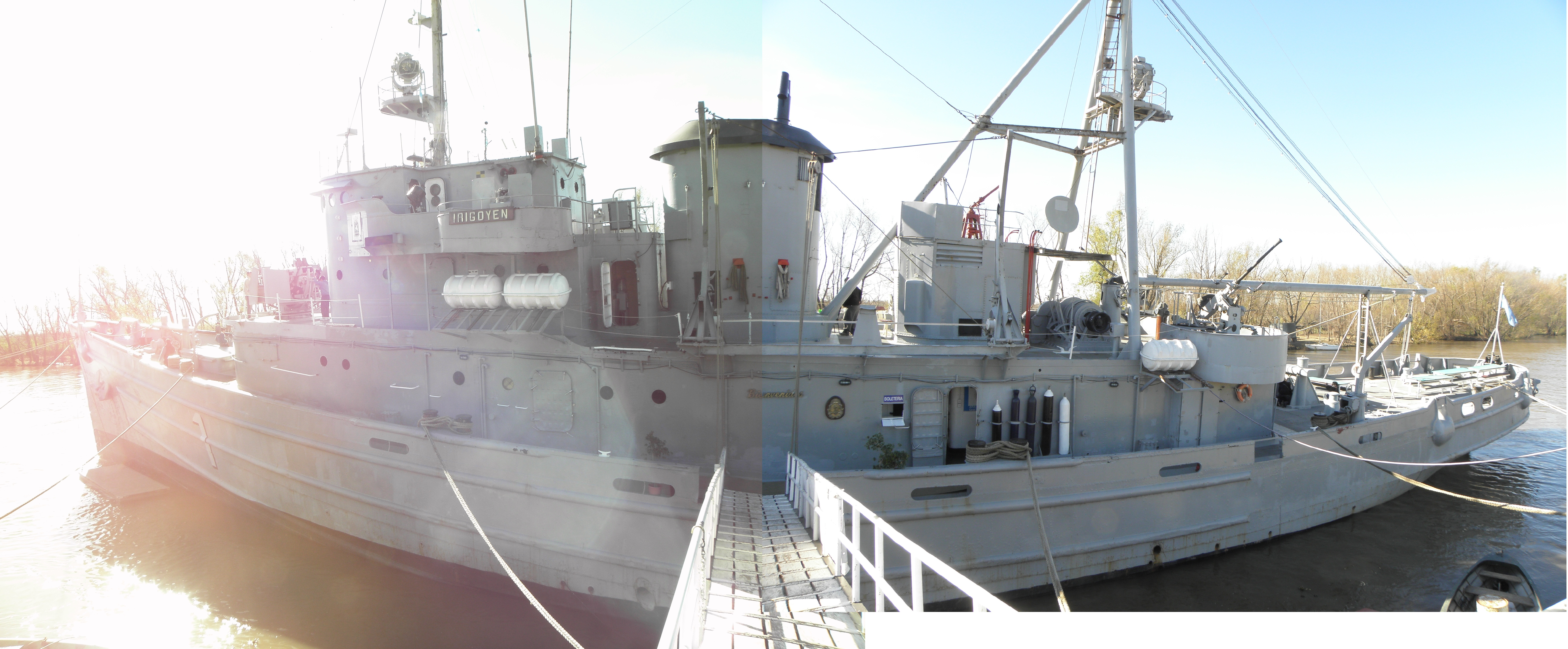
El aviso Irigoyen de la Armada Argentina fue protagonista de incidentes en la puesta en práctica de la tesis Fagalde al efectuarle disparos intimidatorios a la patrullera chilena clase Barceló Quidora (PTF-82).

Siguiendo con las señales a la Argentina sobre que Chile se disponía a poner en práctica la teoría Fagalde, el último serio incidente de ese año ocurrió el 28 de noviembre. Mientras las Fuerzas de la Marina argentina, realizaban en la bahía de Ushuaia habituales ejercicios de adiestramiento aéreo de tiro al blanco con sus aviones y buques apareció, sin aviso ni permiso, la patrullera (también categorizada como cañonera o torpedera) chilena clase Barceló Quidora (PTF-82) entrando a la bahía desde el este en una derrota a 500 metros de Escarpados (costa argentina de la isla Grande), e hizo una breve singladura para marcar presencia, retirándose luego, veloz, por el paso Chico, entre las islas Whaits y la península Ushuaia. Al poco tiempo la Quidora volvió nuevamente por Paso Romanche, internándose nuevamente en el sector que la Argentina consideraba propio, esta vez con rumbo este. Las autoridades argentinas pidieron a la embarcación de Chile que se retirara, pero su capitán desoyó la petición. Al no obtener respuesta, y cuando la nave chilena se encontraba ya a 2000 metros del puerto de Ushuaia, se ordenó a uno de los aviones de la Argentina que estaban desarrollando el ejercicio, y al aviso Irigoyen que le hicieran al navío de Chile fuego intimidatorio. Los disparos no fueron repelidos por la cañonera, la que se alejó rápidamente.
Simultáneamente el embajador de Chile en Buenos Aires, Hernán Videla Lira, recibió una nota de protesta entregada por el canciller argentino Nicanor Costa Méndez para que haga saber a su canciller y Ministro de Estado Gabriel Valdés Subercaseaux y al presidente Eduardo Frei Montalva la advertencia que en una tercera pasada la Quidora recibiría fuego directo. Veloces comunicaciones desembocaron en la orden presidencial de Frei que impidió que el incidente pase a mayores. 
Al día siguiente, toda la prensa de Santiago informó el hecho de la misma manera, que el oficial a cargo de la Quidora, el teniente Luis Prieto Vial, había intentado pasar a visitar a su novia que vivía en Ushuaia. 
Unos días después del hecho, el 11 de diciembre de ese año, mediante una nota el gobierno de Chile comunicó a su par trasandino que había tomado la resolución de invocar el artículo 5.º del tratado general de arbitraje de 1902 para que el gobierno de su majestad británica ejerza las funciones de árbitro las cuales ambos países le habían conferido. Esto desembocó en la rubrica por los representantes de ambos países del Compromiso de Arbitraje de 1971. 
Al tiempo llegó a Buenos Aires la información de que el teniente Prieto Vial aún continuaba en su puesto. Ante las protestas del presidente argentino Juan Carlos Onganía a su par chileno, Frei Montalva firmó una disposición presidencial por la cual, el oficial a cargo de la Quidora fue llamado a retiro.
El 31 de diciembre de 1968, poco más de un año después del incidente, el exmarino publicó una solicitada en el diario El Mercurio, de Santiago, en donde, además de relatar el hecho, pedía justicia. Explicó que no cometió ningún error pues navegó en todo momento por aguas que Chile considera propias, y que, luego de cumplir la misión encomendada y de dar parte a su superior del suceso, el comandante en jefe de la Armada ordenó: «Restituirme a mi buque y reasumir el mando, dándose por terminadas las investigaciones». Un mes después, en Santiago, el mismo jefe que lo restituyó a su puesto fue el que, le mostró el decreto firmado por el presidente Frei disponiendo su retiro de las filas de la Armada, sin haber habido sumario ni mayores investigaciones.

### La Tesis Fagalde llevada a consideración de una corte arbitral
En 1971 ambos países acordaron en un Compromiso de Arbitraje someter la soberanía de las aguas e islas de dicho canal a la sentencia de un Tribunal Arbitral que debía dar a conocer su decisión a la reina Isabel II de Inglaterra.
Esta interpretación fue llevada por Chile al Tribunal Arbitral, en el punto segundo al final de las audiencias orales del 14 de octubre de 1976. Se lo hizo sólo en carácter de petitorio alternativo, para que su postulado no afectase a su tesis principal, la cual era más conservadora y a la postre sería sobre la cual los jueces mayormente se inclinarían. 
Mediante el Laudo Arbitral de 1977 la corte arbitral señaló en su fallo que toda atribución de un territorio debe ipso facto traer aparejado sus aguas anexas, por lo tanto consideró inaceptable la tesis Fagalde. Seguidamente demarcó la traza del límite binacional sobre el canal de Beagle, otorgándole a la Argentina las aguas, islas, e islotes ubicados al norte de dicha línea. Si bien posteriormente la Argentina declararía insanablemente nula a la decisión arbitral, en las negociaciones binacionales de los años posteriores al fallo el resultado del laudo en este sector fue respetado. El conflicto se solucionó finalmente con la firma del Tratado de 1984, en donde ambos gobiernos, bajo un proceso de mediación del papa Juan Pablo II, en el sector del canal Beagle reconocieron como frontera la trazada por el Laudo Arbitral (aunque sin nombrarlo explícitamente en el tratado), lo cual puso un punto final definitivamente a la tesis Fagalde.